# Liste der Monuments historiques in Bucey-en-Othe
Die Liste der Monuments historiques in Bucey-en-Othe führt die Monuments historiques in der französischen Gemeinde Bucey-en-Othe auf.

## Liste der Immobilien
| Bezeichnung              | Beschreibung                                                              | Standort                 | Kennzeichnung | Schutzstatus | Datum | Bild           |
| ------------------------ | ------------------------------------------------------------------------- | ------------------------ | ------------- | ------------ | ----- | -------------- |
| Château de Bucey-en-Othe | auch Château des Roises; Niederungsburg, Ende des 16. Jahrhunderts erbaut | Rue du Chaillotat (Lage) | PA10000021    | Inscrit      | 2005  | weitere Bilder |

## Liste der Objekte
| Bezeichnung                           | Beschreibung                                                                               | Standort                                  | Kennzeichnung | Schutzstatus | Datum | Bild |
| ------------------------------------- | ------------------------------------------------------------------------------------------ | ----------------------------------------- | ------------- | ------------ | ----- | ---- |
| Skulptur Heiliger Sebastian           | Kalkstein, braun getüncht, 16. Jahrhundert                                                 | in der Kirche St-Jacques-le-Majeur (Lage) | PM10003021    | Classé       | 2001  |      |
| Skulptur Heiliger Jakobus der Ältere  | Holz, 15. Jahrhundert                                                                      | in der Kirche St-Jacques-le-Majeur (Lage) | PM10004009    | Inscrit      | 2001  |      |
| Kirchenfenster                        | aus dem 16. Jahrhundert                                                                    | in der Kirche St-Jacques-le-Majeur (Lage) | PM10000373    | Classé       | 1908  |      |
| Skulpturengruppe Unterweisung Mariens | Kalkstein, braun gestüncht, um 1600                                                        | in der Kirche St-Jacques-le-Majeur (Lage) | PM10000375    | Classé       | 1913  |      |
| Skulptur Madonna mit Kind             | Kalkstein, farbig gefasst, um 1500                                                         | in der Kirche St-Jacques-le-Majeur (Lage) | PM10000374    | Classé       | 1913  |      |
| Skulptur Maria                        | aus einer Kreuzigungsgruppe; Kalkstein, braun getüncht, zweite Hälfte des 16. Jahrhunderts | in der Kirche St-Jacques-le-Majeur (Lage) | PM10000376    | Classé       | 1955  |      |